# Fílace
Fílace era una ciutat de Tessàlia, al districte de Ftiotis que Homer menciona al "Catàleg de les naus" a la Ilíada, on diu que formava part dels territoris governats per Protesilau. Píndar diu que a la ciutat hi havia un temple dedicat a Protesilau.
Estrabó diu que estava situada entre Farsàlia i Tebes de Tessàlia, a uns 100 estadis d'aquesta última ciutat.